# 皮农
皮农（法語：Pinon，法語發音：[pinɔ̃]），法国北部市镇，位于上法兰西大区埃纳省，隶属于拉昂区，其市镇面积为9.48平方公里，2022年1月1日时人口数量为1,650人，在法国城市中排名第6,155位。
皮农位于埃纳省中部略偏南，艾莱特河畔，巴黎－伊尔松铁路由此通过并设站。

## 地名来源
“皮农”一名的来源于拉丁语单词“pinus”，意为松树，最初于公元7世纪记录于大圣克雷潘修道院的文献中。
“Pinon”也是法国一个常见的人名姓氏。

## 历史
公元7世纪时，皮农为苏瓦松大圣克雷潘修道院的一处领地。中世纪末期，皮农被奥尔良公爵继承，后被转让给比什家族（Biche）和拉姆特家族（Lameth）。法国大革命后，皮农成为埃纳省的一个市镇。工业革命期间，皮农境内建成了一处制糖工厂，连接瓦兹河与埃纳河的运河经过皮农，纵贯埃纳省的巴黎－伊尔松铁路亦由此通过并设站。两次世界大战期间，皮农均遭遇严重破坏，当地政府在战后修建了烈士纪念碑。

## 地理

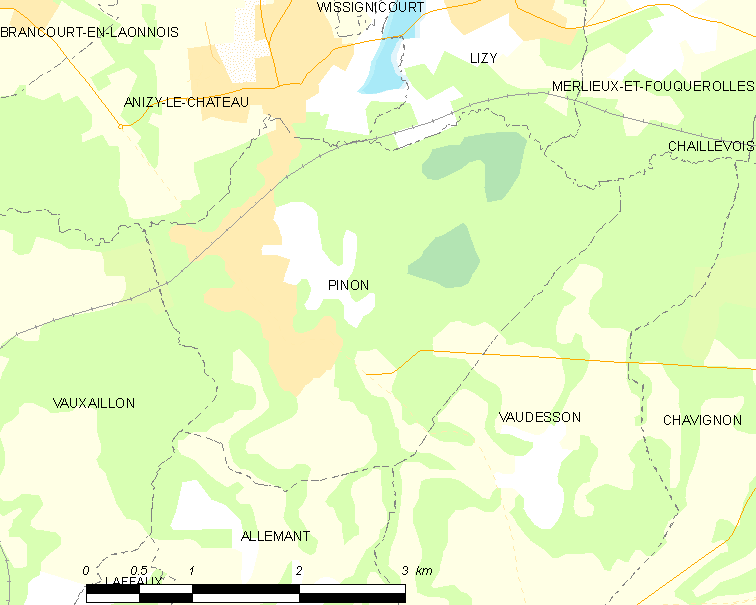
皮农市镇范围地图

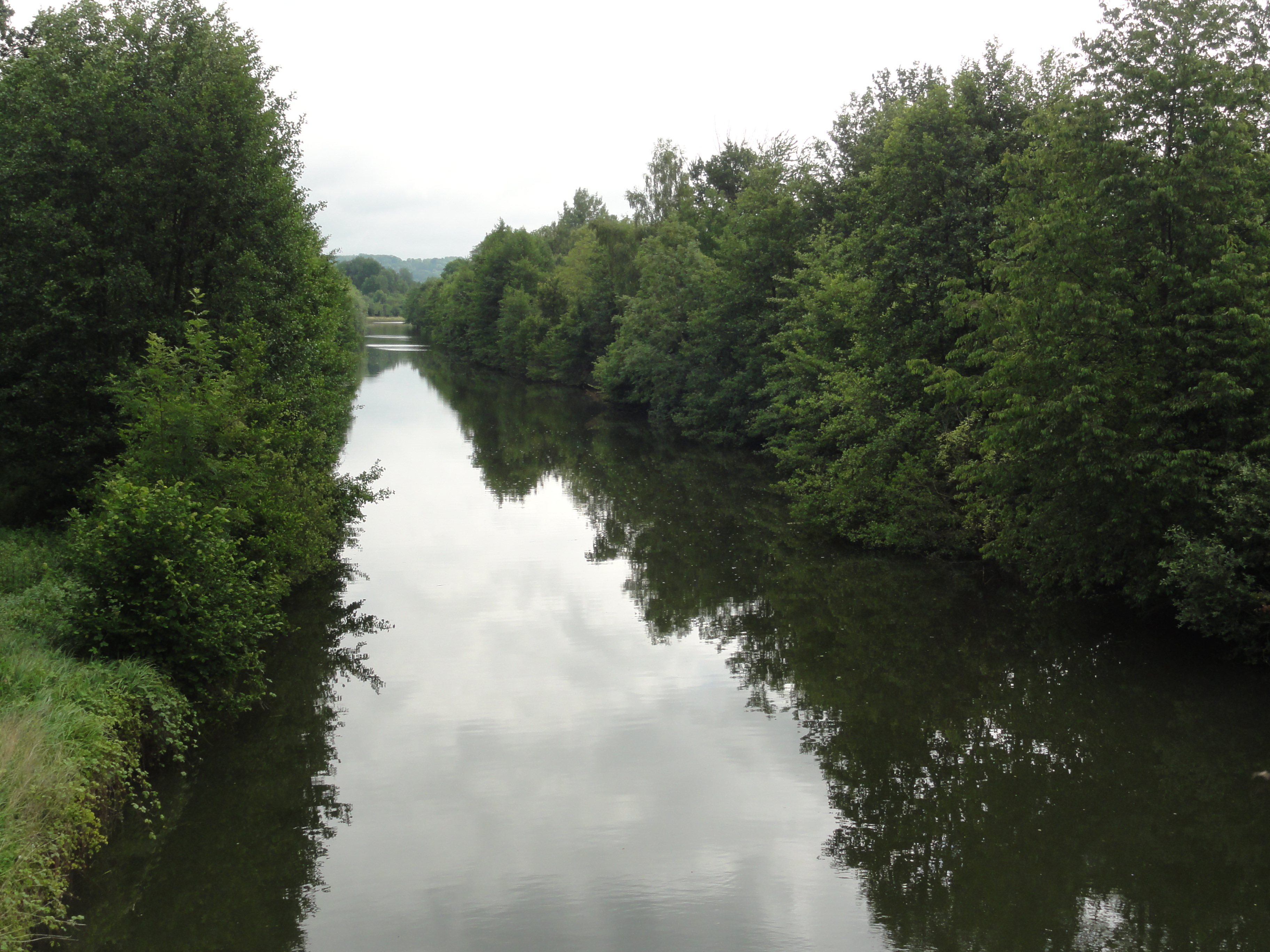
瓦兹－埃纳运河皮农段

皮农位于法国北部，上法兰西大区东部偏南和埃纳省中部偏南，距离省会拉昂大约20公里。与皮农接壤的市镇包括：阿勒芒、梅尔略和富克罗勒、沃代松、沃克萨永、大阿尼济。

### 地形
皮农位于法国北部平原东部腹地，境内以浅丘为主，市镇中心地势较为平坦，全境海拔在54到158米之间。

### 水文
艾莱特河自东北向西南流经境内，该河是瓦兹河的支流，属于塞纳河水系。与之平行有人工开凿的瓦兹－埃纳运河，通过船闸控制水量。

### 植被
皮农属于温带阔叶混交林区，当地的等，均常年免费向公众开放。
在鲜花城市的评比中，皮农暂未被评级。

### 气候
皮农在柯本气候分类法中属于温带海洋性气候。

## 行政区划
皮农是法国上法兰西大区埃纳省的一个市镇，编号为02602。皮农隶属于拉昂区、埃纳省第一选区以及拉昂第一县，同时也是城堡皮卡第市镇公共社区的办公驻地。
法国国家统计与经济研究所（简称）在进行数据统计时，未将皮农划入任何城市核心区（Unité urbaine）、城市区（Aire urbaine）以及城市辐射区（Aire d'attraction）内。此外，还将皮农市镇整体看作一个“块区”（IRIS）。

## 交通

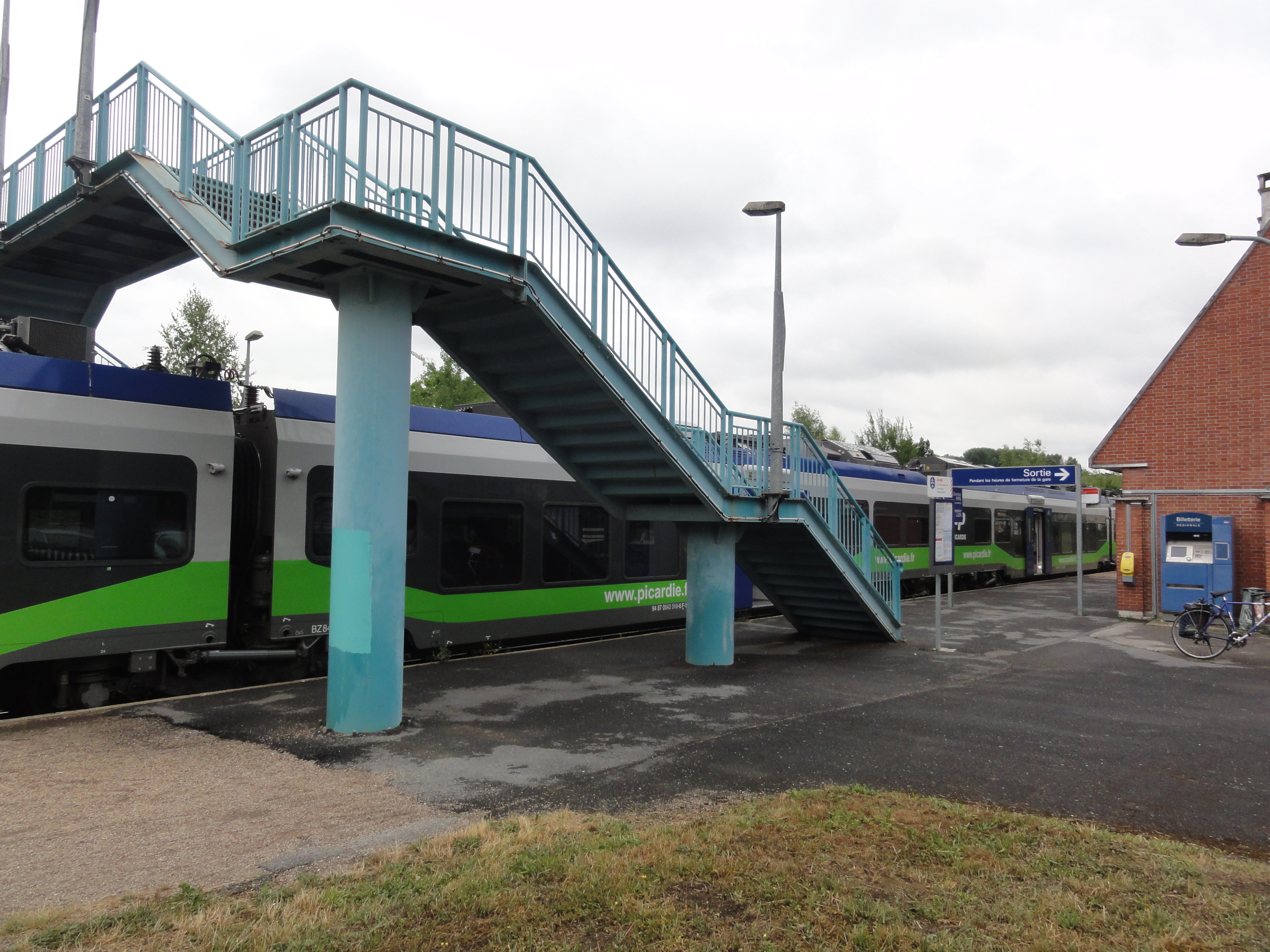
阿尼济-皮农火车站

### 公路
多条埃纳省省道在皮农境内交汇，上法兰西大区下属的城际客运提供巴士线路，可前往周边部分市镇。
2017年，78.3%的皮农家庭拥有至少一辆私人汽车。2019年，皮农境内共发生各类交通事故1起，造成1人受伤。

### 铁路
皮农位于巴黎－伊尔松铁路上。阿尼济-皮农站位于市区北部，停靠往返于巴黎和拉昂一线的区域列车。

### 航空
距离皮农最近的民用航空站为巴黎戴高乐机场，距离皮农市中心的公路里程约94公里。

### 城市公共交通
截至2021年8月，皮农暂无城市公共交通系统。

## 政治
皮农的现任市长为帕特里克·维蒂先生（Patrick Vitu），他是一名左翼无党派人士，在2020年的市政选举中获得了100%的支持率（无其他候选人）。
在2017年的法国总统大选中，法国极右翼政党国民阵线主席玛丽娜·勒庞在皮农获得了55.75%的支持率。

## 人口
2018年，皮农市镇人口数量为1,728，在法国排名第6,155位。其中男性864人，女性901人，75岁及以上人口占9.7%，外籍人口数量为347人，人口密度为182人/平方公里，当地居民被称为（男性）或（女性）。2019年，皮农境内出生17人，死亡人口25人。
| 年份   | 1936 | 1946 | 1954 | 1962  | 1968  | 1975  | 1982  | 1990  | 1999  | 2005  | 2010  | 2015  | 2018  |
| ------ | ---- | ---- | ---- | ----- | ----- | ----- | ----- | ----- | ----- | ----- | ----- | ----- | ----- |
| 人口數 | 685  | 627  | 940  | 1,636 | 1,807 | 1,916 | 1,941 | 1,773 | 1,711 | 1,745 | 1,811 | 1,767 | 1,728 |

## 经济
截止2021年8月，皮农共有各类用人单位131家，平均历史为17年，均为中小型企业（PME）。（机械工业）、（景观设计）及（门窗装潢）是当地2019年营业额最高的三个企业，分别为2,632,375欧元、614,674欧元和184,078欧元。

## 财政收入
2019年，皮农的财政收入总额为1,412,930欧元，财政支出总额为1,203,580欧元，当年的债务总额为776,960欧元。2020年，皮农共获得381,810欧元的国家财政补助，比上一年增加了0.21%。
2019年，皮农的家庭平均月收入总额为1,719欧元，低于法国平均水平（2,318欧元）。
2017年，皮农境内的青壮年（15至64岁）失业率为20.4%，当地41.9%的家庭拥有纳税资格，平均纳税1,861欧元，低于法国平均水平（3,888欧元）。

## 社会事务

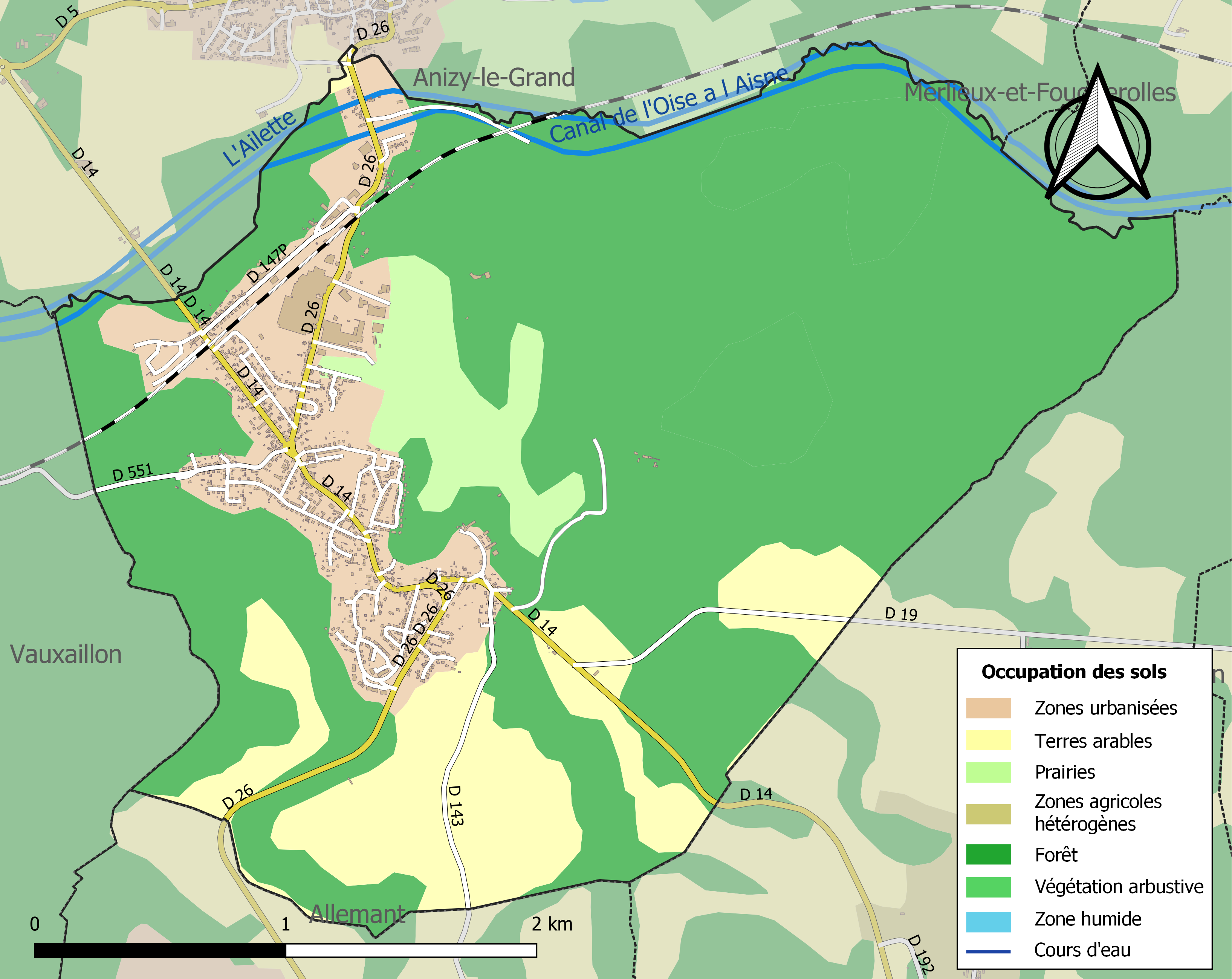
皮农土地利用情况地图

### 教育
皮农属于亚眠学区。截止2019年1月1日，皮农境内共有1所幼儿园和1所小学。

### 医疗
截止2019年1月1日，皮农境内共有全科医生1名和护士6名。境内共有药房1家。
苏瓦松中心医院（Centre hospitalier de Soissons）距离皮农市区大约19公里，设有床位680个，是埃纳省西南部规模最大的公立综合性医院。

### 住房
2017年，皮农境内共有各类住房789套，其中82.6%为独立式居民区，17.4%为集中式居民区。常住房屋占皮农市镇范围内居民建筑总量的91.0%。
在住房保障政策方面，2017年，皮农境内共有152户家庭获得了住房经济补助，受益人数占总人口数量的8.6%，其中125份为房租补助。

### 商业
2019年，皮农境内共有各类实体商铺29家，其中餐厅1家、大型超市2家、面包房1家、美容美发店2家、汽车维修店4家。市区北部建有一家家乐福超市。

### 体育
2019年，皮农境内共有1处网球场、2处足球或橄榄球场以及1处篮球或排球场。
截至2021年8月，阿尼济-皮农体育联盟（U.S. Anizy-Pinon）是当地唯一的注册足球队，其主场位于阿尼济堡境内，2021至2022赛季参加上法兰西大区足球联赛。

### 环境
皮农的环境事务由其所属的公共社区负责。2019年，皮农境内暂无污染企业。

### 治安
2014年，皮农及附近地区共发生各类案件3,588起，其中盗窃类案件2,097起，经济类案件382起，毒品交易类案件186起。

## 文化

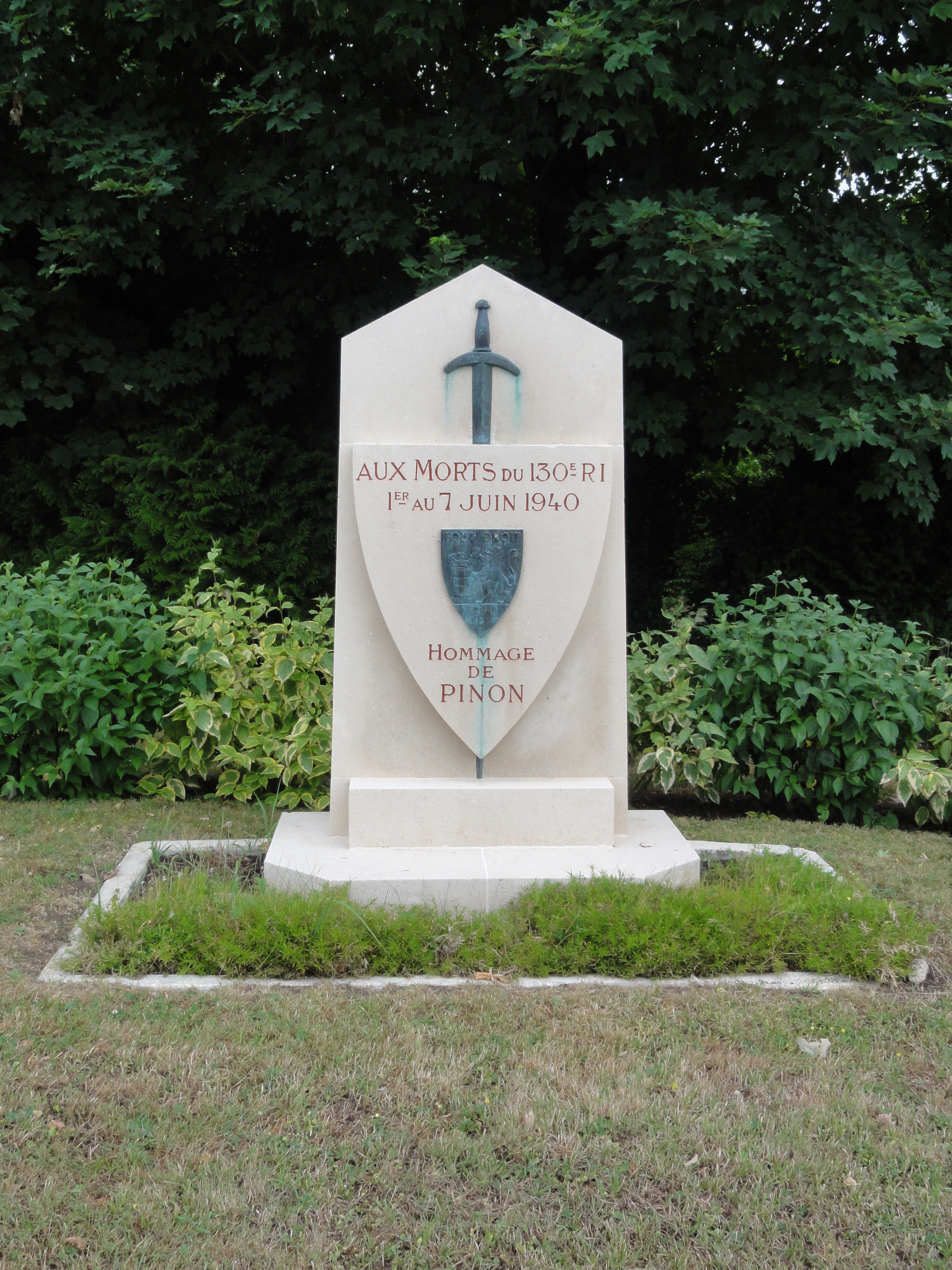
战争烈士纪念碑

2019年，皮农境内暂无任何文化设施。

### 建筑
皮农境内有多处历史建筑，当地镇中心的哥特式教堂是当地的地标性建筑物。

### 旅游
皮农的旅游事务由其所属的公共社区负责。2020年，皮农境内暂无任何游客接待设施。

### 媒体
法国主要的媒体均可在皮农接收，法国电视三台下属的上法兰西大区频道在部分时段播出皮农所属区域的地方新闻。

## 友好城市
截至2023年5月，皮农共与一座城市互为友好城市关系：
- 法國 圣莫里斯堡